# 18077 Dianeingrao
18077 Dianeingrao è un asteroide della fascia principale. Scoperto nel 2000, presenta un'orbita caratterizzata da un semiasse maggiore pari a 2,2742444 UA e da un'eccentricità di 0,1552551, inclinata di 7,77078° rispetto all'eclittica.